# Appat (Uummannaq)
Appat [ˈapːat] (nach alter Rechtschreibung Agpat) ist eine wüst gefallene grönländische Siedlung im Distrikt Uummannaq in der Avannaata Kommunia.

## Lage
Appat liegt an der Westküste einer großen gleichnamigen Insel. Auf der gegenüberliegenden Seite des Sunds Appat Ikerat liegt die Insel Salleq. Der nächstgelege bewohnte Ort ist Ukkusissat 17 km nordöstlich und Uummannaq liegt 28 km südlich.

## Geschichte
Appat war in älterer Zeit nur zeitweise bewohnt. 1793 wurden in der Nähe 30 Personen gezählt. Später hatte ein Jäger aus Saattut hier eine Jagdhütte. Appat wurde erst 1889 dauerhaft besiedelt, als ein Mann von Illorsuit an den Ort zog. 1905 lebten schon 46 Menschen am Ort. 1911 wurde Appat Teil der Gemeinde Ukkusissat. 1915 hatte Appat 36 Einwohner, die in sechs Häusern lebten. Es gab acht Jäger. Später ging die Einwohnerzahl auf 14 bis 21 Personen zurück. 1950 wurde der Ort Teil der neuen Gemeinde Uummannaq. 1955 wurde Appat aufgegeben.